# Стшелин
Стшелин (пољ. Strzelin) град је у Пољској у Војводству доњошлеском. По подацима из 2012. године број становника у месту је био 12 575.

## Становништво
| 2012.  |
| ------ |
| 12 575 |